# 共和町

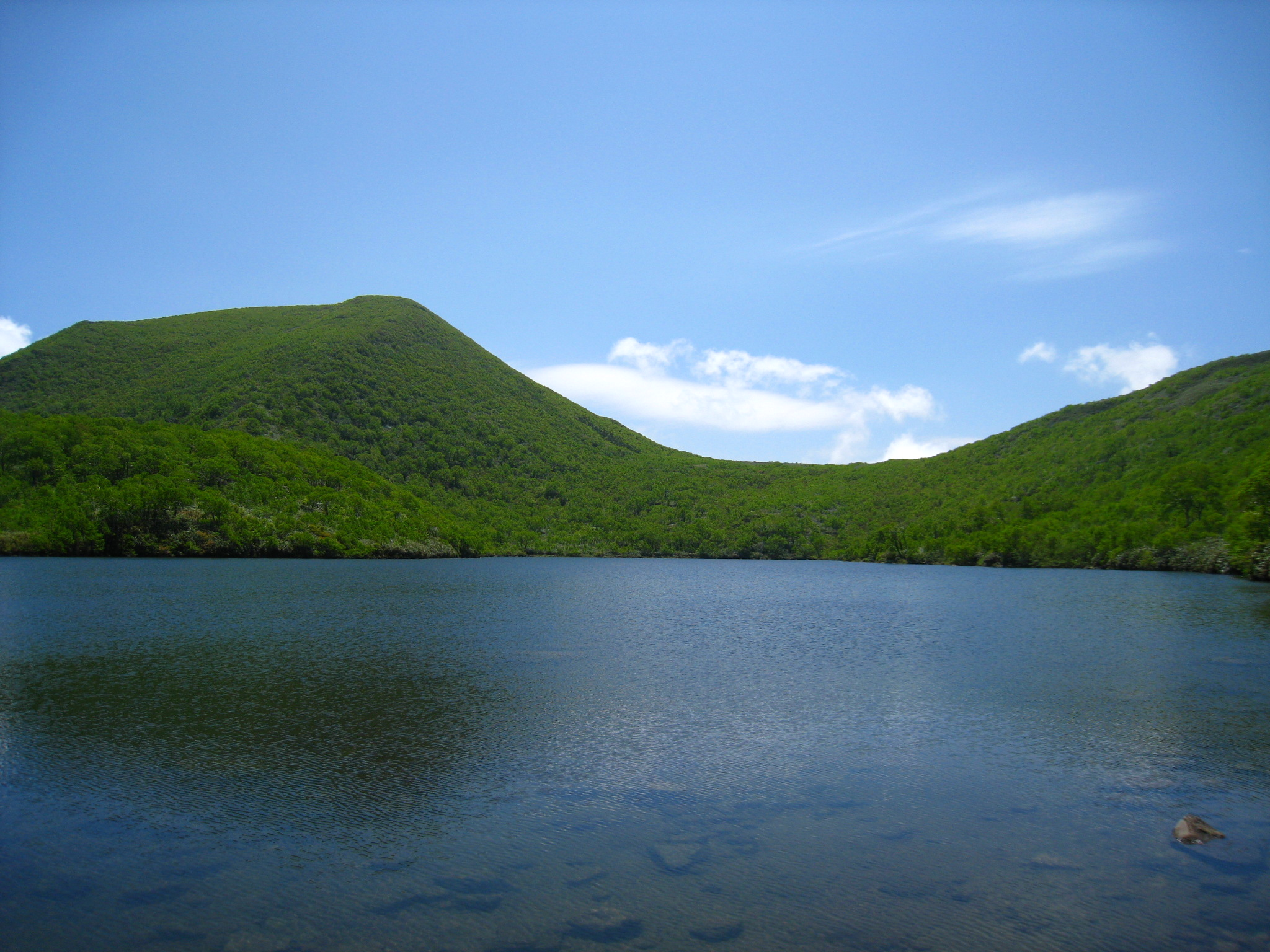
長沼

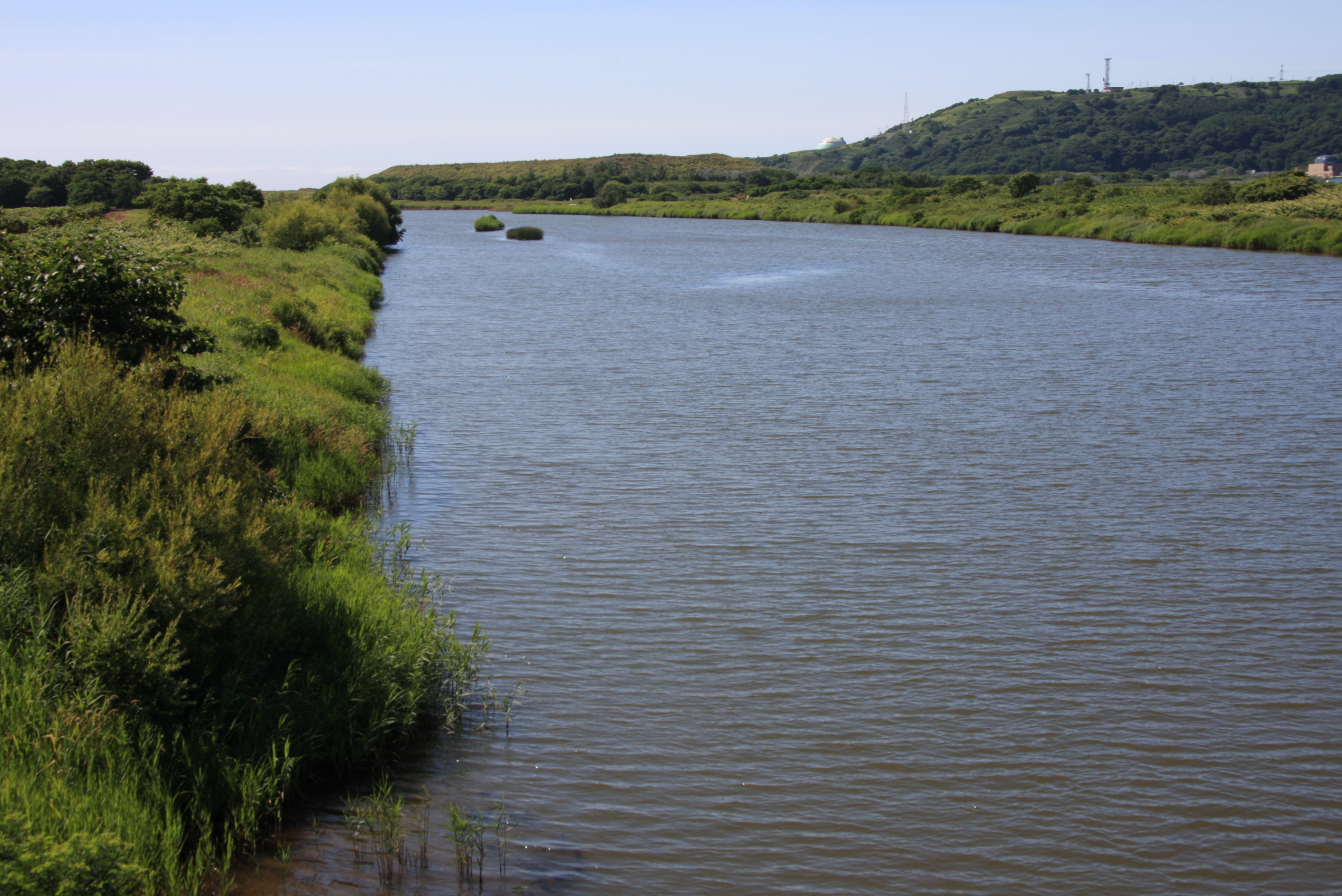
鎧橋より望む堀株川

共和町（きょうわちょう）は、北海道後志総合振興局管内の西部、岩内郡にある町。岩内町と隣接する西部地区は都市計画区域となっており、住宅地や国道276号沿いの商業地からなる市街地が形成されている。

## 地理
北は積丹半島南部、南はニセコ連峰に接する。
- 山：八内岳（943.6m）、銀山（640.5m）、ワイスホルン（1,045.8m）、チセヌプリ（1,134.2m）
- 河川：堀株川
- 湖沼：神仙沼

### 隣接している自治体
- 後志総合振興局
  - 岩内郡：岩内町
  - 余市郡：仁木町
  - 古平郡：古平町
  - 古宇郡：泊村
  - 虻田郡：倶知安町
  - 磯谷郡：蘭越町

### 気候
| 共和（1991年 - 2020年）の気候      | 共和（1991年 - 2020年）の気候 | 共和（1991年 - 2020年）の気候 | 共和（1991年 - 2020年）の気候 | 共和（1991年 - 2020年）の気候 | 共和（1991年 - 2020年）の気候 | 共和（1991年 - 2020年）の気候 | 共和（1991年 - 2020年）の気候 | 共和（1991年 - 2020年）の気候 | 共和（1991年 - 2020年）の気候 | 共和（1991年 - 2020年）の気候 | 共和（1991年 - 2020年）の気候 | 共和（1991年 - 2020年）の気候 | 共和（1991年 - 2020年）の気候 |
| 月                                 | 1月                           | 2月                           | 3月                           | 4月                           | 5月                           | 6月                           | 7月                           | 8月                           | 9月                           | 10月                          | 11月                          | 12月                          | 年                            |
| ---------------------------------- | ----------------------------- | ----------------------------- | ----------------------------- | ----------------------------- | ----------------------------- | ----------------------------- | ----------------------------- | ----------------------------- | ----------------------------- | ----------------------------- | ----------------------------- | ----------------------------- | ----------------------------- |
| 最高気温記録 °C （°F）             | 10.0 (50)                     | 14.9 (58.8)                   | 18.4 (65.1)                   | 24.7 (76.5)                   | 30.0 (86)                     | 32.5 (90.5)                   | 34.7 (94.5)                   | 35.0 (95)                     | 33.4 (92.1)                   | 27.4 (81.3)                   | 21.7 (71.1)                   | 15.3 (59.5)                   | 35.0 (95)                     |
| 平均最高気温 °C （°F）             | −0.5 (31.1)                   | 0.1 (32.2)                    | 3.8 (38.8)                    | 10.6 (51.1)                   | 16.5 (61.7)                   | 20.5 (68.9)                   | 24.5 (76.1)                   | 25.9 (78.6)                   | 22.5 (72.5)                   | 15.8 (60.4)                   | 8.4 (47.1)                    | 1.8 (35.2)                    | 12.5 (54.5)                   |
| 日平均気温 °C （°F）               | −3.4 (25.9)                   | −3.0 (26.6)                   | 0.5 (32.9)                    | 6.3 (43.3)                    | 11.8 (53.2)                   | 16.0 (60.8)                   | 20.1 (68.2)                   | 21.4 (70.5)                   | 17.5 (63.5)                   | 11.2 (52.2)                   | 4.8 (40.6)                    | −1.1 (30)                     | 8.5 (47.3)                    |
| 平均最低気温 °C （°F）             | −6.8 (19.8)                   | −6.7 (19.9)                   | −3.4 (25.9)                   | 1.7 (35.1)                    | 7.0 (44.6)                    | 11.9 (53.4)                   | 16.4 (61.5)                   | 17.4 (63.3)                   | 12.8 (55)                     | 6.6 (43.9)                    | 1.2 (34.2)                    | −4.2 (24.4)                   | 4.5 (40.1)                    |
| 最低気温記録 °C （°F）             | −17.8 (0)                     | −17.0 (1.4)                   | −15.4 (4.3)                   | −8.7 (16.3)                   | −0.8 (30.6)                   | 2.7 (36.9)                    | 7.6 (45.7)                    | 9.1 (48.4)                    | 2.9 (37.2)                    | −1.1 (30)                     | −7.7 (18.1)                   | −16.4 (2.5)                   | −17.8 (0)                     |
| 降水量 mm （inch）                 | 56.3 (2.217)                  | 40.7 (1.602)                  | 40.6 (1.598)                  | 47.6 (1.874)                  | 61.1 (2.406)                  | 52.4 (2.063)                  | 96.4 (3.795)                  | 124.3 (4.894)                 | 118.7 (4.673)                 | 113.4 (4.465)                 | 110.4 (4.346)                 | 83.7 (3.295)                  | 948.7 (37.35)                 |
| 降雪量 cm （inch）                 | 200 (78.7)                    | 148 (58.3)                    | 81 (31.9)                     | 8 (3.1)                       | 0 (0)                         | 0 (0)                         | 0 (0)                         | 0 (0)                         | 0 (0)                         | 1 (0.4)                       | 32 (12.6)                     | 171 (67.3)                    | 643 (253.1)                   |
| 平均降水日数 （≥1.0 mm）           | 15.1                          | 12.5                          | 11.2                          | 9.2                           | 9.7                           | 7.9                           | 8.9                           | 9.4                           | 11.8                          | 14.0                          | 16.2                          | 17.6                          | 143.9                         |
| 平均月間日照時間                   | 25.7                          | 43.6                          | 111.5                         | 171.8                         | 195.1                         | 165.1                         | 161.4                         | 169.2                         | 161.7                         | 126.1                         | 55.4                          | 19.8                          | 1,406.3                       |
| 出典1：Japan Meteorological Agency |                               |                               |                               |                               |                               |                               |                               |                               |                               |                               |                               |                               |                               |
| 出典2：気象庁                      |                               |                               |                               |                               |                               |                               |                               |                               |                               |                               |                               |                               |                               |

## 歴史
江戸以前
- アイヌ人と交易がある。
- 1857年（安政3年）ヨイチ運上家によって稲穂峠を越える人々のためにルベシベ通行屋が設けられた。現在はその跡地に記念碑が建てられている。

明治以降
- 1955年（昭和30年）4月1日：小沢村、前田村、発足村が合併して共和村となる。大字は、前田村の4大字（前田村、梨野舞納（りやむない）村、老古美（おいこみ）村、幌似村）、発足村の2大字（発足村、幌似村）、小沢村のそれぞれの名を継承した。このうち旧発足村の大字幌似村は北幌似村、旧前田村の大字幌似村は南幌似村とそれぞれ改称。

- 1963年（昭和38年）らいでん西瓜の生産開始。
- 1971年（昭和46年）：町制を施行、共和町。同年、各大字は「村」を取った上で各字名に継承（そのうち小沢村は小沢、国富、ワイスに再編された。発足村は発足、宮丘に再編された。北幌似村は幌似と改称）。

## 経済

### 産業

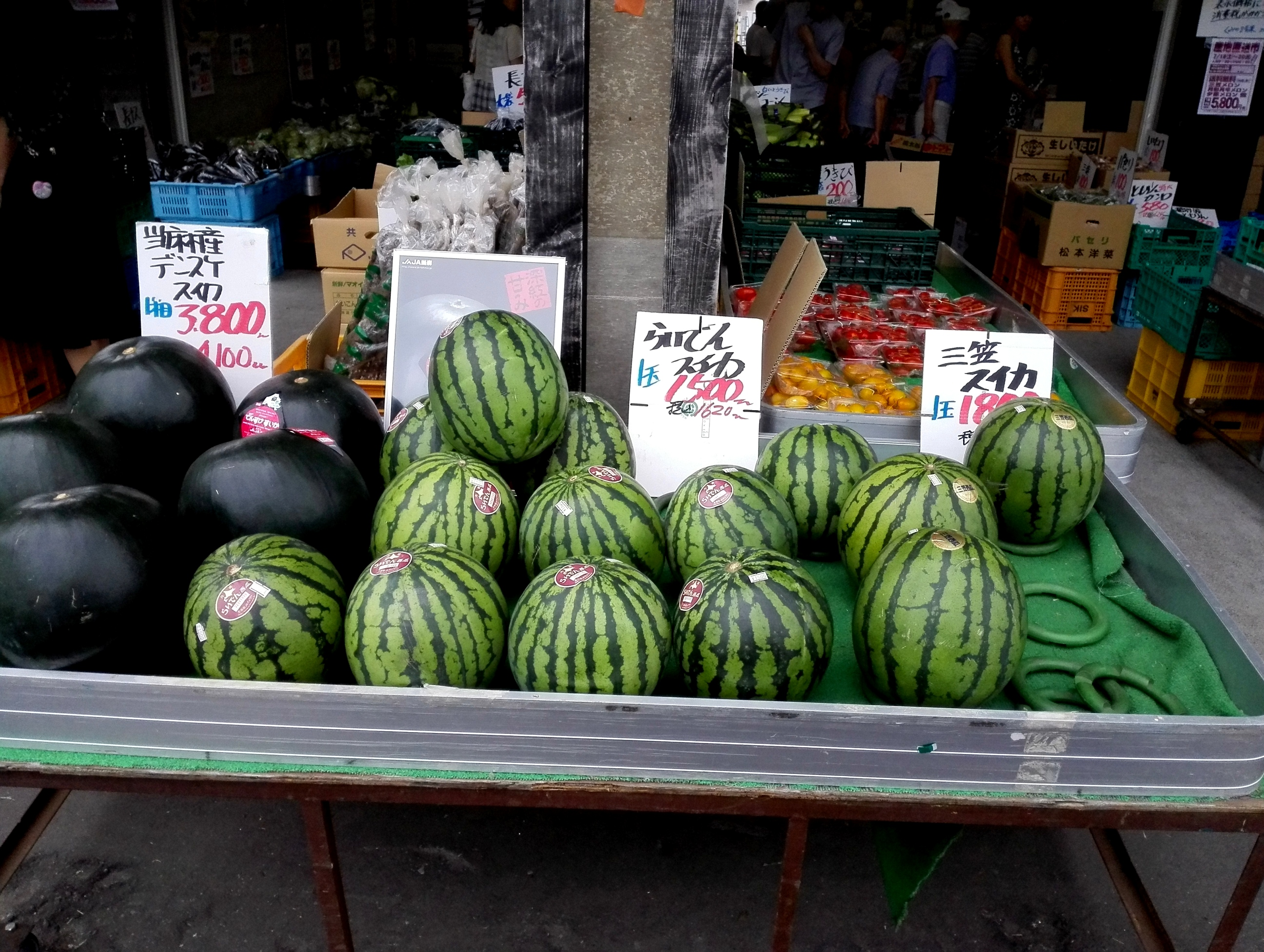
道の駅三笠で店頭に並ぶ「らいでんスイカ」。紫色のシールが貼ってある。2015年7月。

主な産業は農業。古くからの稲作地帯である。近年ではスイカ、メロンの生産が発展している。そのほかに、じゃが芋、かぼちゃ、とうもろこし、ブロッコリーなどの生産も行っている。スイカのブランドとして、らいでんスイカが有名ではあるが近年ではメロンやそのほかの農産物にもらいでんの名前がつき、らいでんブランドが確立されつつある。

### 立地企業
- 住鉱国富電子株式会社(国富、住友金属鉱山株式会社から2009年(平成21年)4月に分社)

### 農協・漁協
- きょうわ農業協同組合（JAきょうわ）（前田）

### 金融機関
- 北海道信用金庫岩内支店共和出張所（国富）

### 商業
- しまむら共和店[2]
- DAISO岩内店[3]
- ツルハドラッグ共和店
- DCM共和店[4]
- はるやま岩内店[5]
- マックスバリュ共和店[6]

### 郵便局
- 小沢郵便局
- 発足郵便局
- 前田郵便局
- 国富郵便局
- 共和簡易郵便局（南幌似）

※集配業務は岩内郵便局が担当

### 宅配便
- ヤマト運輸：千歳主管支店岩内センター（「岩内」の名称であるが共和町梨野舞納に所在）
- 佐川急便：倶知安営業所（倶知安町）
- 日本通運：小樽支店（小樽市）

## 公共機関

### 警察
- 岩内警察署
  - 前田駐在所
  - 発足駐在所
  - 小沢駐在所
  - 国富駐在所

## 地域

### 人口
| |                                        |  |
| 共和町と全国の年齢別人口分布（2005年） | 共和町の年齢・男女別人口分布（2005年） |  |
| ■紫色 ― 共和町 ■緑色 ― 日本全国 | ■青色 ― 男性 ■赤色 ― 女性              |  |
| 共和町（に相当する地域）の人口の推移 \| 1970年（昭和45年） \| 9,428人 \| \| \| 1975年（昭和50年） \| 8,304人 \| \| \| 1980年（昭和55年） \| 7,931人 \| \| \| 1985年（昭和60年） \| 8,282人 \| \| \| 1990年（平成2年） \| 7,691人 \| \| \| 1995年（平成7年） \| 7,430人 \| \| \| 2000年（平成12年） \| 7,249人 \| \| \| 2005年（平成17年） \| 7,112人 \| \| \| 2010年（平成22年） \| 6,403人 \| \| \| 2015年（平成27年） \| 6,224人 \| \| \| 2020年（令和2年） \| 5,772人 \| \| |                                        |  |
| 総務省統計局 国勢調査より |                                        |  |
| 1970年（昭和45年） | 9,428人                                |  |
| 1975年（昭和50年） | 8,304人                                |  |
| 1980年（昭和55年） | 7,931人                                |  |
| 1985年（昭和60年） | 8,282人                                |  |
| 1990年（平成2年） | 7,691人                                |  |
| 1995年（平成7年） | 7,430人                                |  |
| 2000年（平成12年） | 7,249人                                |  |
| 2005年（平成17年） | 7,112人                                |  |
| 2010年（平成22年） | 6,403人                                |  |
| 2015年（平成27年） | 6,224人                                |  |
| 2020年（令和2年） | 5,772人                                |  |

### 教育
- 中学校
  - 共和中学校（幌似）
- 小学校
  - 東陽（国富）、西陵（梨野舞納）、北辰（発足）

※かつては 北海道共和高等学校が前田120-2に所在していたが、2019年3月31日をもって閉校となった。最後の卒業生は6名であった。

## 交通

### 鉄道
- 北海道旅客鉄道（JR北海道）
  - 函館本線：小沢駅
  - 旧国鉄岩内線が小沢駅より分岐し、国富・幌似・前田・西前田の各駅があった。1985年廃止。

### バス
- 北海道中央バス（札樽線）
- ニセコバス
- 岩宇地域公共交通活性化協議会 - 岩内町・共和町・泊村・神恵内村を結ぶ岩宇地域海岸線「しおかぜライン」。北海道中央バス神恵内線廃止による代替交通[7]。岩宇#路線バスを参照。

### 道路
- 一般国道
  - 国道5号
  - 国道229号
  - 国道276号
- 都道府県道
  - 北海道道66号岩内洞爺線
  - 北海道道268号岩内蘭越線
  - 北海道道269号蕨岱国富停車場線
  - 北海道道569号蕨台古平線
  - 北海道道604号老古美小沢停車場線
  - 北海道道818号発足線
  - 北海道道877号学田前田線
  - 北海道道1174号発足前田線
  - 北海道道1178号泊共和線
  - 北海道道1182号共和北インター線

## 通信
市外局番は0135（岩内MA地域）、尚、同じ0135である余市MA地域へは市外局番からかける必要がある
市内局番は以下の通り
梨野舞納、老古美：61、62
発足、宮丘：74
幌似、前田：73、79
国富、小沢、ワイス：71、72

## 名所・旧跡・観光スポット・祭事・催事
- 西村計雄記念美術館（南幌似）
- かかし古里館（南幌似）
- 幌似鉄道記念公園（幌似）
- 神仙沼

### イベント・体験
- 共和かかし祭[8]
- ふれあい農園[9]

## 出身著名人
- 西村計雄 (画家・共和町名誉町民)
- 境勝太郎（競馬騎手・調教師）
- 佐々木憲昭（衆議院議員）